# 末広大橋
末広大橋（すえひろおおはし、Suehiro Ohashi Bridge）は、徳島県徳島市を流れる新町川（徳島港）に架かる斜張橋。同市東部の南末広町と昭和町8丁目とを結んでいる。
同橋を支える2本の塔は昼間航空障害標識の色（紅白）に塗装されており、その姿は大阪府にある大和川橋梁（阪神高速湾岸線）のかつての姿と似ている。ちなみに大和川橋梁が1981年に完成するまでは、末広大橋が日本最長の中央支間長を有する斜張橋であった（現在では多々羅大橋が日本最長）。また水都・徳島には現在、長大橋が数多く建設されているが、末広大橋はかつて東洋一の鉄橋と呼ばれた吉野川橋（旧国道11号）と並んで、同県はもとより日本における橋梁の先駆的な存在でもあった。それ故、完成当時は日本各地から多くの見物客がここを訪れた。現在では徳島市のランドマークとなっている。ただしライトアップは実施されていない。
当該橋梁は元来、末広有料道路の核として建設されたが1997年4月1日に無料開放された。現在では徳島東環状道路（徳島県道29号徳島環状線）の一部であり、阿波しらさぎ大橋（2012年4月25日開通）とともに同市中心部を縦断する国道11号および国道55号の迂回路となっているが、東環状線は未だ全通しておらず、迂回路としての機能は不十分である。

## データ
- 完成年次：1975年
- 橋長：470m
- 中央支間長：250m
- 車線数：4車線
- 制限速度：60km/h（法定速度、将来は標識で現示予定）
- 交通量：約3万台/日
- ランプ：昭和町（末広方面のみのハーフIC、制限速度は30km/h）

## 当時の通行料金
- 原付：20円
- 軽自動車：100円
- 普通車：200円

料金所は、末広2丁目にあった。

## 沿革
- 1976年（昭和51年）7月31日：末広有料道路開通式[1]。
- 1976年（昭和51年）8月1日：末広有料道路開通。（午前0時から）
- 1997年（平成9年）4月1日：無料開放

かちどき橋の渋滞対策のために、料金徴収期間を満了しないまま無料化を前倒しした。

## 隣の橋梁
（上流） - 富田橋 - かちどき橋 - 末広大橋 - 徳島南部自動車道 新町川橋（下流）